# Thriller psicológico
Thriller psicológico é um gênero que combina os gêneros de suspense e ficção psicológica . É comumente usado para descrever filmes e livros que lidam com narrativas psicológicas em um thriller ou cenário emocionante.
Em termos de contexto e convenção, é um subgênero da estrutura narrativa de suspense mais ampla, com semelhanças com a ficção gótica e policial no sentido de às vezes ter um "senso de realidade dissolvente". Frequentemente, é contada através do ponto de vista de personagens psicologicamente estressados, revelando suas percepções mentais distorcidas e focando nos relacionamentos complexos e frequentemente torturados entre personagens obsessivos e patológicos. Os thrillers psicológicos geralmente incorporam elementos de mistério, drama, ação e paranóia . O gênero está intimamente relacionado e às vezes se sobrepõe ao gênero de terror psicológico, o último geralmente envolvendo mais elementos e temas de terror e terror e cenários mais perturbadores ou assustadores.

## Definição
Peter Hutchings afirma que vários filmes foram rotulados de thrillers psicológicos, mas geralmente se refere a "narrativas com cenários domesticados nos quais a ação é suprimida e onde as emoções são fornecidas por meio de investigações das psicologias dos personagens principais." Uma característica distintiva de um thriller psicológico é que ele enfatiza os estados mentais de seus personagens: suas percepções, pensamentos, distorções e luta geral para compreender a realidade.
De acordo com o diretor John Madden, os thrillers psicológicos se concentram na história, no desenvolvimento do personagem, na escolha e no conflito moral; o medo e a ansiedade conduzem a tensão psicológica de maneiras imprevisíveis. Madden afirmou que sua falta de espetáculo e forte ênfase no personagem levou ao declínio da popularidade de Hollywood. Thrillers psicológicos são cheios de suspense, explorando a incerteza sobre os motivos dos personagens, a honestidade e como eles veem o mundo. Os filmes também podem causar desconforto ao público, privilegiando-o com informações que desejam compartilhar com os personagens; personagens culpados podem sofrer angústia semelhante em virtude de seu conhecimento.

## Exemplos

### Roteiristas e diretores
- Brad Anderson - Ethan Anderton do firstshowing.net descreve os thrillers psicológicos de Anderson como "únicos" e cobrindo o tema da perda de memória.[7]

- Dario Argento - diretor italiano conhecido por seus filmes cult em giallo, terror e thrillers psicológicos. Ele é frequentemente referido como "o Hitchcock italiano".[8]
- Darren Aronofsky - Frequentemente cobre temas de loucura, busca da perfeição e psicologia.[9][10]
- Park Chan-wook - diretor coreano que explorou o gênero em sua "trilogia de vingança" (Sympathy for Mr. Vengeance, Oldboy e Lady Vengeance) e Stoker.[11]
- David Cronenberg - Philip French afirma que Cronenberg é um "expoente principal" de um subgênero de thrillers psicológicos, terror corporal : "histórias de terror envolvendo parasitas, metamorfoses, doenças, decomposição e feridas físicas".[12]
- Brian De Palma - Chamado de cineasta por Vincent Canby, de Palma é conhecido por seus thrillers psicológicos e filmes de terror influenciados por Alfred Hitchcock.[13]
- Alfred Hitchcock - Hitchcock costumava aplicar conceitos freudianos a seus thrillers, como em Jamaica Inn, Rebecca, Spellbound, Rear Window, Vertigo, Psycho e Marnie .[14]
- Satoshi Kon - diretor de anime japonês conhecido por fazer thrillers psicológicos, como Perfect Blue, Paranoia Agent, Millennium Actress e Paprika .[15]
- David Lynch - Seus filmes surreais inspiraram o descritor "Lynchian", que Jeff Jensen da Entertainment Weekly define como "bizarramente banal, ou simplesmente trippy".[16]
- Christopher Nolan - diretor anglo-americano cujos filmes tratam da mente, da memória e da linha entre fantasia e realidade.[17]
- Roman Polanski - Descrito como um "diretor de classe mundial" por Sheila Johnston do The Independent, ela afirma que sua reputação foi estabelecida por seus "primeiros thrillers psicológicos soberbos".[18]
- Martin Scorsese - diretor americano conhecido por thrillers psicológicos como Cape Fear e Shutter Island .
- M. Night Shyamalan - diretor indiano-americano conhecido por fazer thrillers psicológicos que muitas vezes têm uma reviravolta que termina neles.[19]
- Hideaki Anno - diretor de anime japonês cujo trabalho mais conhecido, Neon Genesis Evangelion, investiga temas psicológicos pesados em sua última metade.[20]

### Videogames
- Alan Wake - Combina suspense psicológico com jogabilidade de tiro.[21]
- Catherine
- Condenado: origens criminosas
- Heavy Rain - Time chamado Heavy Rain, uma combinação de Choose Your Own Adventure e thriller psicológico no qual os jogadores perseguem um serial killer.[22]
- Hotline Miami - Um jogo de tiro de cima para baixo com uma história que explora a psicologia de seu protagonista e questiona suas ações violentas por meio do uso dos gêneros thriller psicológico e neo-noir, além de contar histórias surreais . O jogo também apresenta um narrador não confiável.
- Kane e Lynch 2: Dog Days
- Lockheart Indigo
- Manhunt
- Com overclock: uma história de violência
- Morro silencioso
- Nós Felizmente Poucos

### Filme
- psicopata Americano
- Cisne Negro[23]
- Blade Runner[24]
- Enterrado
- Queimando[25]
- Cape Fear (1962)[26]
- O Valente[27]
- Águas escuras
- O diabo o tempo todo
- Atração Fatal
- Plano de vôo
- Funny Games e seu remake americano
- O jogo
- Gaslight e seu remake americano clássico
- Garota desaparecida
- O bom filho
- Criaturas celestiais
- Identidade
- Começo
- Insomnia e seu remake americano
- Escada de Jacob
- Palhaço
- Kinatay (a execução de P)
- O farol
- Estrada Perdida
- O maquinista
- Lembrança
- Mãe
- Mulholland Drive
- Senhor ninguém
- Páprica
- Perfect Blue
- O prestígio
- Psicopata
- Rashomon
- Se7en
- Shutter Island
- Efeitos colaterais
- Sigappu Rojakkal
- O Silêncio dos Inocentes
- Straw Dogs
- Taxista
- Vertigem
- Um passeio entre as lápides
- Animais noturnos

### Televisão
- Black Mirror
- Damages[28]
- Death Note
- Dexter[29]
- Dollhouse[30]
- Exile[31]
- The Following[32]
- Hannibal[33]
- Homeland[34]
- Jessica Jones[35]
- Lost
- Mad Dogs[36]
- Mr. Robot[37]
- Revenge
- You[38]

### Literatura
- Christopher Pike - Descrito por Good Reads como "autor best-seller de ficção para jovens e crianças, especializado no gênero thriller".
- Humayun Ahmed - Conhecido por uma série de thrillers psicológicos bengali baseados em um professor de psicologia chamado Misir Ali, que o The Daily Star chamou de único na literatura bengali.[39]
- Nicci French - o pseudônimo da equipe de marido e mulher Nicci Gerrard e Sean French, autores de onze thrillers psicológicos best-sellers.[40]
- Patricia Highsmith - A Reuters descreveu seus thrillers psicológicos como "intrincadamente tramados", que existiam em um "mundo claustrofóbico e irracional".[41]
- Henry James - conhecido por The Turn of the Screw e outras histórias de terror.[42]
- Jonathan Kellerman - O Baltimore Sun descreveu os romances de Alex Delaware de Kellerman como "thriller [s] psicológicos tensos".[43]
- Stephen King - John Levesque do Seattle Post-Intelligencer chamou Stephen King de um "mestre do thriller psicológico".[44]
- Minette Walters - The Sun-Sentinel declarou que Walters ganhou um culto de seguidores por seus "thrillers psicológicos sombrios e bem construídos".[45]

### Anime e mangá
- B: The Beginning
- Black Butler
- Classroom of the Elite
- Code Geass
- Death Note
- Death Parade
- Erased
- Future Diary
- Kakegurui - Compulsive Gambler
- Monster
- Neon Genesis Evangelion
- Paranoia Agent
- Parasyte -the maxim-
- The Promised Neverland
- Psycho-Pass
- Puella Magi Madoka Magica[46]
- Re:Zero − Starting Life in Another World
- Steins;Gate
- Tokyo Ghoul